# Alvastra

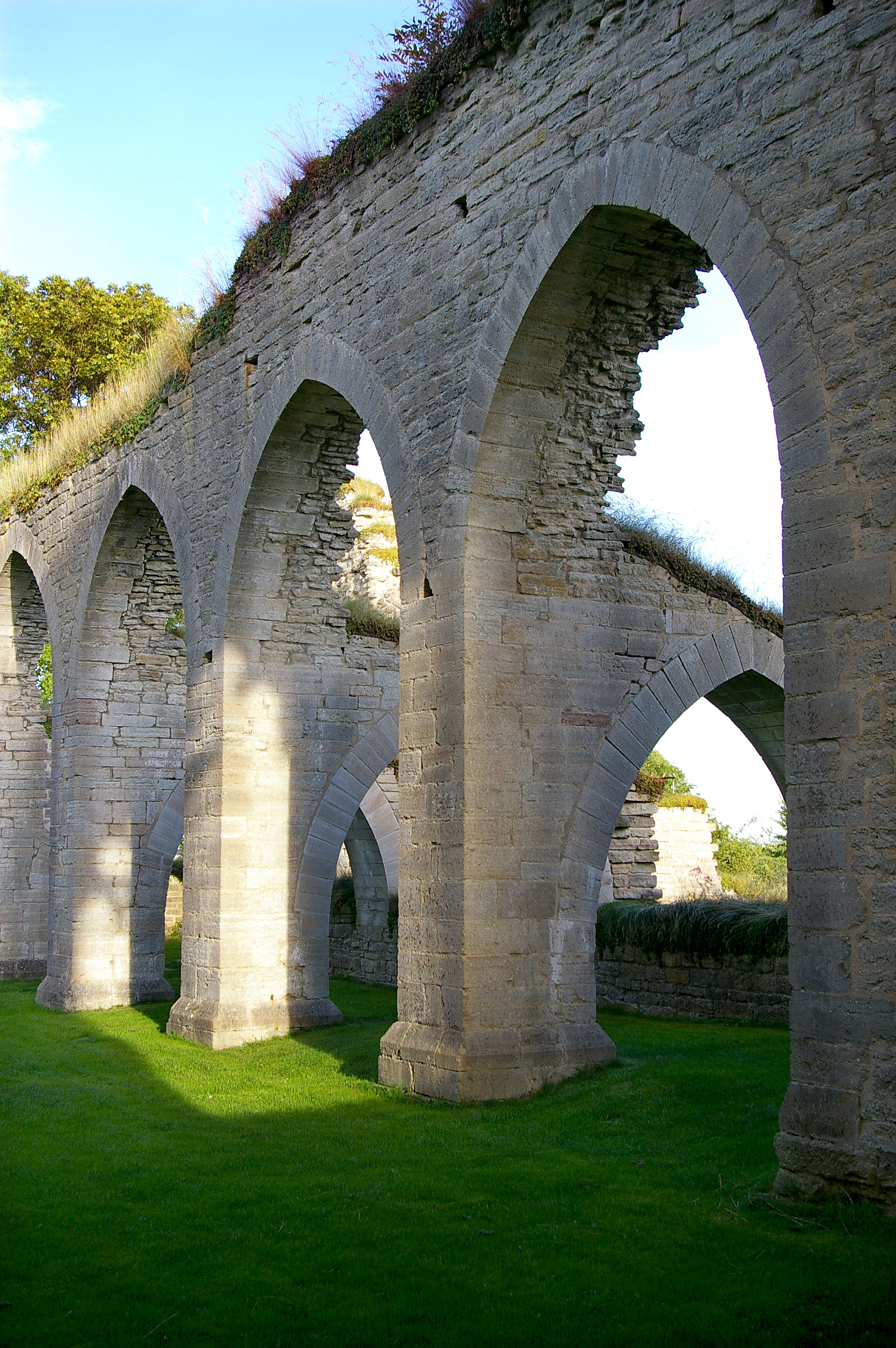
Ruiny kościoła w Alvastra

Alvastra – miejscowość w południowej Szwecji, w regionie Östergötland.
Alvastra znane jest z tutejszego klasztoru, założonego w XII w., nekropolii szwedzkich królów z dynastii Swerkerydów, z którego do dziś pozostały ruiny.